# Communauté de communes Plaines et Monts de France
Die Communauté de communes Plaines et Monts de France ist ein französischer Gemeindeverband mit der Rechtsform einer Communauté de communes im Département Seine-et-Marne in der Region Île-de-France. Sie wurde am 1. Juni 2013 gegründet und umfasst 20 Gemeinden. Der Verwaltungssitz befindet sich im Ort Dammartin-en-Goële.

## Historische Entwicklung
Der Gemeindeverband verlor mit Wirkung vom 1. Januar 2016 17 Gemeinden an die Communauté d’agglomération Roissy Pays de France. Seither liegt der Hauptort des Verbandes außerhalb des eigenen Territoriums.

## Mitgliedsgemeinden
| Gemeinde                                          | Einwohner 1. Januar 2022 | Fläche km² | Dichte Einw./km² | Code INSEE | Postleitzahl |
| ------------------------------------------------- | ------------------------ | ---------- | ---------------- | ---------- | ------------ |
| Annet-sur-Marne                                   | 3.329                    | 13,19      | 252              | 77005      | 77410        |
| Charmentray                                       | 294                      | 4,67       | 63               | 77094      | 77410        |
| Charny                                            | 1.584                    | 12,54      | 126              | 77095      | 77410        |
| Cuisy                                             | 471                      | 3,33       | 141              | 77150      | 77165        |
| Fresnes-sur-Marne                                 | 947                      | 7,46       | 127              | 77196      | 77410        |
| Iverny                                            | 610                      | 1,76       | 347              | 77233      | 77165        |
| Le Pin                                            | 1.528                    | 6,70       | 228              | 77363      | 77181        |
| Le Plessis-aux-Bois                               | 255                      | 3,41       | 75               | 77364      | 77165        |
| Le Plessis-l’Évêque                               | 291                      | 3,53       | 82               | 77366      | 77165        |
| Marchémoret                                       | 614                      | 7,04       | 87               | 77273      | 77230        |
| Messy                                             | 1.204                    | 10,32      | 117              | 77292      | 77410        |
| Montgé-en-Goële                                   | 724                      | 11,56      | 63               | 77308      | 77230        |
| Nantouillet                                       | 303                      | 5,15       | 59               | 77332      | 77230        |
| Oissery                                           | 2.488                    | 15,17      | 164              | 77344      | 77178        |
| Précy-sur-Marne                                   | 760                      | 4,81       | 158              | 77376      | 77410        |
| Saint-Mesmes                                      | 596                      | 7,69       | 78               | 77427      | 77410        |
| Saint-Pathus                                      | 6.478                    | 5,36       | 1.209            | 77430      | 77178        |
| Villeroy                                          | 692                      | 5,71       | 121              | 77515      | 77410        |
| Villevaudé                                        | 2.114                    | 9,98       | 212              | 77517      | 77410        |
| Vinantes                                          | 380                      | 5,27       | 72               | 77525      | 77230        |
| Communauté de communes Plaines et Monts de France | 25.662                   | 144,65     | 177              | –          | –            |